# Abyssocladia inflata
Abyssocladia inflata är en svampdjursart som beskrevs av Jean Vacelet 2006. Abyssocladia inflata ingår i släktet Abyssocladia och familjen Cladorhizidae.
Artens utbredningsområde är havet utanför Chile. Inga underarter finns listade i Catalogue of Life.